# Canton de Châteaubourg
Le canton de Châteaubourg est une ancienne division administrative française, située dans le département d'Ille-et-Vilaine et la région Bretagne.

## Composition
Le canton de Châteaubourg comptait 14 427 habitants en 2012 (population municipale) et groupait six communes :
- Châteaubourg ;
- Domagné ;
- Louvigné-de-Bais ;
- Ossé ;
- Saint-Didier ;
- Saint-Jean-sur-Vilaine.

À la suite du redécoupage des cantons pour 2015, les six communes sont rattachées au canton de Châteaugiron .

### Anciennes communes
L'ancienne commune de La Valette, absorbée en 1840 par Domagné, était jusqu'au 1er janvier 2014 la seule commune définitivement supprimée incluse dans le canton de Châteaubourg :
Le canton comprenait également trois communes associées :
- Broons-sur-Vilaine et Saint-Melaine, associées à Châteaubourg en 1973. La fusion est devenue totale le 1er janvier 2014.
- Chaumeré, associée à Domagné depuis 1974.

## Représentation

### conseillers généraux de 1833 à 2015
De 1833 à 1848, les cantons de Châteaubourg et de Vitré-Sud avaient le même conseiller général. Le nombre de conseillers généraux était limité à trente par département.
| Période | Période          | Identité                          | Étiquette          | Qualité                                                                                               |
| ------- | ---------------- | --------------------------------- | ------------------ | --- |
| 1833    | 1848             | Joseph Thomas de la Plesse        | Opposition         | Avocat, maire de Vitré, député (1838-1848)                                                            |
| 1848    | 1852             | Ange du Breil de Pontbriand       |                    | Propriétaire du château de la Brousse Briantais, maire de Saint-Jean-sur-Vilaine                      |
| 1852    | 1856             | Paul du Bourg                     | Droite légitimiste | Châtelain de La Roche, maire de Saint-Didier                                                          |
| 1856    | 1871             | Hypolite Richelot                 | Bonapartiste       | Doyen honoraire de la faculté de droit de Rennes                                                      |
| 1871    | 1874             | Guillaume Marin                   | Droite légitimiste | Maire de Châteaubourg                                                                                 |
| 1874    | 1892             | Paul du Bourg                     | Droite légitimiste | Propriétaire, maire de Saint-Didier                                                                   |
| 1892    | 1898             | Pierre Delaunay                   | Républicain        | Adjoint au maire de Domagné                                                                           |
| 1898    | 1913             | Hippolyte Rubin de La Grimaudière | Conservateur       | Maire de Saint-Jean-sur-Vilaine                                                                       |
| 1913    | 1919             | François Rubin                    | Conservateur       | Propriétaire à Domagné                                                                                |
| 1919    | 1934             | Pierre Langouet                   | URD                | Greffier de paix à Châteaubourg                                                                       |
| 1934    | 1940             | Félix Bobille (1891-1963)         | URD                | Entrepreneur de maçonnerie, maire de Châteaubourg (1930-1962), nommé conseiller départemental en 1943 |
|         |                  |                                   |                    | |
| 1945    | 1963 (décès)     | Félix Bobille (1891-1963)         | DVD                | Entrepreneur, maire de Châteaubourg (1930-1963)                                                       |
| 1963    | 1967             | Charles Martin                    | DVD                | Agriculteur, maire de Châteaubourg (1962-1968)                                                        |
| 1967    | 1992             | André David                       | DVD                | Médecin, maire de Châteaubourg (1983-1989)                                                            |
| 1992    | 1998             | Paul Lemoine                      | DVD                | Médecin, maire de Châteaubourg (1971-1983) / (1989-1995)                                              |
| 1998    | 1999 (démission) | Jacques Bobille                   | DVD                | Pharmacien, conseiller municipal de Châteaubourg                                                      |
| 1999    | 2011             | Michel Pigeon                     | UDF > AC           | Entrepreneur retraité, maire-adjoint de Saint-Jean-sur-Vilaine                                        |
| 2011    | 2015             | Bernard Renou                     | DVD                | Retraité, maire de Domagné                                                                            |

Le canton participe à l'élection du député de la cinquième circonscription d'Ille-et-Vilaine.

### Conseillers d'arrondissement (de 1833 à 1940)
Le canton de Châteaubourg appartenait à l'arrondissement de Vitré.
| Période                                  | Période      | Identité                                      | Étiquette               | Qualité |
| ---------------------------------------- | ------------ | --------------------------------------------- | ----------------------- | --- |
| 1833                                     | 1848         | Joseph Marie Savouré (du Plessis) (1793-1876) |                         | Notaire à Louvigné-de-Bais                                                                                  |
|                                          |              |                                               |                         | |
| avant 1889                               | ?            | Marin Guillaume                               | Républicain             | Maire |
|                                          |              |                                               |                         | |
| 1901                                     | 1913         | François Coudray                              | Conservateur libéral    | Cultivateur à Saint-Jean-sur-Vilaine                                                                        |
| 1913                                     | 1919         |                                               |                         | |
| 1919                                     | 1931 (décès) | François Rubin                                | Conservateur catholique | Propriétaire à Domagné, conseiller général                                                                  |
| 1931                                     | 1940         | François Rubin fils                           | Droite                  | Cultivateur à Domagné                                                                                       |
| 1940                                     |              |                                               |                         | Les conseils d'arrondissement ont été suspendus par la loi du 12 octobre 1940 et n'ont jamais été réactivés |
| Les données manquantes sont à compléter. |              |                                               |                         | |

## Démographie
| 1962  | 1968  | 1975  | 1982  | 1990  | 1999   | 2006   | 2011   | 2012   |
| ----- | ----- | ----- | ----- | ----- | ------ | ------ | ------ | ------ |
| 6 467 | 6 553 | 6 887 | 8 227 | 9 199 | 10 841 | 12 937 | 14 259 | 14 427 |